# Canton de Valgorge
Le canton de Valgorge est une ancienne division administrative française située dans le département de l'Ardèche et la région Rhône-Alpes.
Le redécoupage de 2014 a rattaché ses communes au canton des Vans.

## Géographie
Ce canton était organisé autour de Valgorge dans l'arrondissement de Largentière. Son altitude variait de 207 mètres à Beaumont jusqu'à 1 482 mètres à Valgorge pour une altitude moyenne de 717 mètres.
Ce canton présentait une particularité, tout comme celui de La Voulte-sur-Rhône avec la localité de Saint-Michel-de-Chabrillanoux. En effet, la commune de Montselgues n'avait de limite communale avec aucune autre commune de ce canton : Montselgues et Loubaresse étant séparées par une toute petite bande de terrain de la commune de Sablières située dans le canton de Joyeuse.

## Représentation

### Conseillers généraux de 1833 à 2015
| Période | Période          | Identité                                   | Étiquette       | Qualité |
| ------- | ---------------- | ------------------------------------------ | --------------- | --- |
| 1833    | 1839             | Jacques Boët (1787-1860)                   |                 | Notaire Maire de Valgorge |
| 1839    | 1856 (décès)     | Jean Ovide Jossoin de Valgorge (1809-1856) |                 | Avocat à Largentière, écrivain, poète, conseiller d'arrondissement                                                                        |
| 1856    | 1867             | François Ruelle                            |                 | Avocat à Largentière |
| 1867    | 1868 (décès)     | Eugène Boët (1829-1868, fils de J.Boët)    |                 | Notaire - Maire de Valgorge |
| 1868    | 1877             | Joseph Fontaine de Logères (1809-1879)     |                 | Ancien officier de cavalerie, rentier, maire de Joannas (1848-1878)                                                                       |
| 1877    | 1907             | Aimé Dieudonné Lucien Deligans             | Républicain     | Notaire, Propriétaire Maire de Valgorge                                                                                                   |
| 1907    | 1918 (décès)     | Georges Murat                              | Rad.            | Industriel en bijouterie Maire de Saint-Martin-de-Valamas Sénateur (1912-1918) Président du Conseil Général (1918)                        |
| 1919    | 1923 (démission) | Paul Bertrand                              | Rad.            | Maire de Valgorge, conseiller d'arrondissement                                                                                            |
| 1923    | 1925             | Clovis Vialle (1862-1927)                  | URD             | Notaire à Valgorge |
| 1925    | 1940             | Léon Ranc (1883-1963)                      | Rad.            | Propriétaire, boulanger, maire de Valgorge                                                                                                |
|         |                  |                                            |                 | |
| 1942    | 1945             | Louis Vialle (1904-1970, fils de C.Vialle) |                 | Propriétaire Président de la délégation spéciale de Valgorge Nommé conseiller départemental en 1942                                       |
|         |                  |                                            |                 | |
| 1945    | 1967             | Auguste Gleyze                             | PPUS puis DVD   | Inspecteur primaire honoraire Loubaresse                                                                                                  |
| 1967    | 1982 (démission) | Jean Moulin                                | CD puis UDF-CDS | Vétérinaire Député (1962-1968) Maire d'Aubenas (1971-1973) puis de Thueyts (1977-1995), élu en 1982 dans le canton de Thueyts             |
| 1982    | 1983 (décès)     | Guy Brahic                                 | DVD             | Retraité - Maire de Valgorge |
| 1983    | 1992             | Gaston Lakaff (1937-2007)                  | DVD             | Médecin à Valgorge |
| 1992    | 2015             | Bernard Bonin                              | DVG             | Agriculteur Maire de Valgorge (1989-2014) Ancien Président de la Communauté de Communes "Beaume-Drobie" Vice-Président du Conseil Général |

### Conseillers d'arrondissement (de 1833 à 1940)
| Période                                  | Période | Identité                       | Étiquette | Qualité |
| ---------------------------------------- | ------- | ------------------------------ | --------- | --- |
| 1833                                     | 1836    | Pierre Rogier (1785-1838)      |           | Cultivateur, maire de Beaumont                                                                              |
| 1836                                     | 1839    | Jean Ovide Jossoin de Valgorge |           | Avocat à Largentière                                                                                        |
| 1839                                     | 1848    | Jacques Boët (1787-1860)       |           | Notaire Maire de Valgorge, ancien conseiller général                                                        |
|                                          |         |                                |           | |
| 1913                                     | 1919    | Paul Bertrand                  | Rad.      | Maire de Valgorge                                                                                           |
| ?                                        | ?       | Jean-Baptiste Brunel           | Rad.      | |
| 1931                                     | 1940    | M. Pons                        | Rad.      | |
| 1940                                     |         |                                |           | Les conseils d'arrondissement ont été suspendus par la loi du 12 octobre 1940 et n'ont jamais été réactivés |
| Les données manquantes sont à compléter. |         |                                |           | |

## Composition
Le canton de Valgorge regroupait sept communes. 

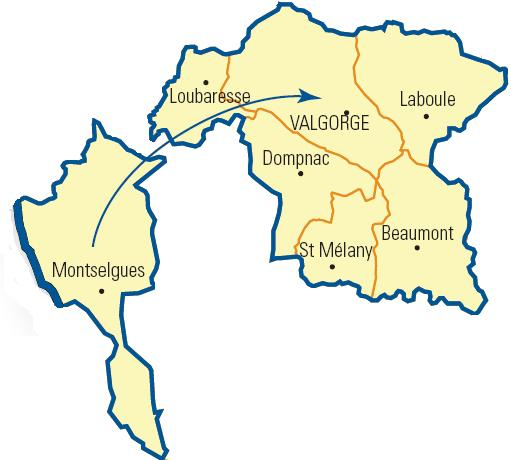
Carte du canton

| Nom                  | Code Insee | Intercommunalité             | Superficie (km2) | Population (dernière pop. légale) | Densité (hab./km2) |
| -------------------- | ---------- | ---------------------------- | ---------------- | --------------------------------- | ------------------ |
| Valgorge (chef-lieu) | 07329      | CC du Pays Beaume-Drobie     | 26,36            | 456 (2014)                        | 17                 |
| Beaumont             | 07029      | CC du Pays Beaume-Drobie     | 19,16            | 240 (2014)                        | 13                 |
| Dompnac              | 07081      | CC du Pays Beaume-Drobie     | 16,12            | 70 (2014)                         | 4,3                |
| Laboule              | 07118      | CC du Pays Beaume-Drobie     | 17,45            | 142 (2014)                        | 8,1                |
| Loubaresse           | 07144      | CC du Pays Beaume-Drobie     | 8,99             | 31 (2014)                         | 3,4                |
| Montselgues          | 07163      | CC Pays des Vans en Cévennes | 35,87            | 90 (2014)                         | 2,5                |
| Saint-Mélany         | 07275      | CC du Pays Beaume-Drobie     | 10,64            | 118 (2014)                        | 11                 |

## Démographie
| 1962  | 1968 | 1975 | 1982 | 1990 | 1999  | 2006  | 2011  | 2012  |
| ----- | ---- | ---- | ---- | ---- | ----- | ----- | ----- | ----- |
| 1 084 | 954  | 844  | 891  | 954  | 1 044 | 1 098 | 1 165 | 1 158 |

Avec une densité de 8,6 habitants/km2, le canton de Valgorge était le deuxième moins densément peuplé de l'Ardèche, seulement précédé par le canton voisin de Saint-Etienne-de-Lugdarès (6,3 habitants/km2). Néanmoins, le canton connaissait depuis le début des années 1980 une certaine croissance de population, grâce à l'arrivée de néo-ruraux et au développement de l'activité touristique.